# Алхете
Алхете (шп. Algete) град је у Шпанији у аутономној заједници Заједница Мадрид. Према процени из 2017. у граду је живело 20 311 становника.

## Становништво
Према процени, у граду је 2017. живело 20 311 становника.
| 2017.  |
| ------ |
| 20.311 |